# Perozes Cosroes
Perozes Cosroes (em persa médio: Pērōz Khusraw), também conhecido como Piruzã ou Firuzã, era um poderoso aristocrata persa que era o líder da facção parsigue (persa) que controlava grande parte dos assuntos do Império Sassânida durante a Guerra Civil Sassânida de 628–632. Foi morto na Batalha de Niavende em 642.

## Nome
Perozes (Περόζης / Περώζης, Perózēs / Perṓzēs) é a forma grega do persa médio Peroz (𐭯𐭩𐭫𐭥𐭰, Pērōz), "Vitorioso", que derivou do persa antigo Pariauja (*Pariaujah; de *pari, "em torno", e *aujah, "força, poder"). Foi registrado em parta como Peroze (Pērōž), em persa novo como Piruz (پیروز, Pīrūz), em árabe Firuz (فَيْرُوز, Fīrūz), em georgiano como Peroze / Peroz (em georgiano: პეროჟ / პეროზ; romaniz.: Pʼerož / Pʼeroz) e em armênio como Peroz (Պերոզ). Por sua vez, Osroes (em grego: Οσρόης, Osróēs) ou Cosroes (Χοσρόης, Chosróēs) é a variante grega e latina do parta e persa médio Cusrou (𐭇𐭅𐭎𐭓𐭅, Xusrōw) ou Cusrau (Xusraw), que por sua vez deriva do avéstico Haosraua (Haosrauuah), "aquele que tem boa fama". Foi registrado em armênio como Cosrove (Խոսրով, Xosrov), em árabe como Quisra (كسرى, Kisra) em persa novo como Cosrove (خسرو, Ḫosrow).

## Vida

### Guerra civil

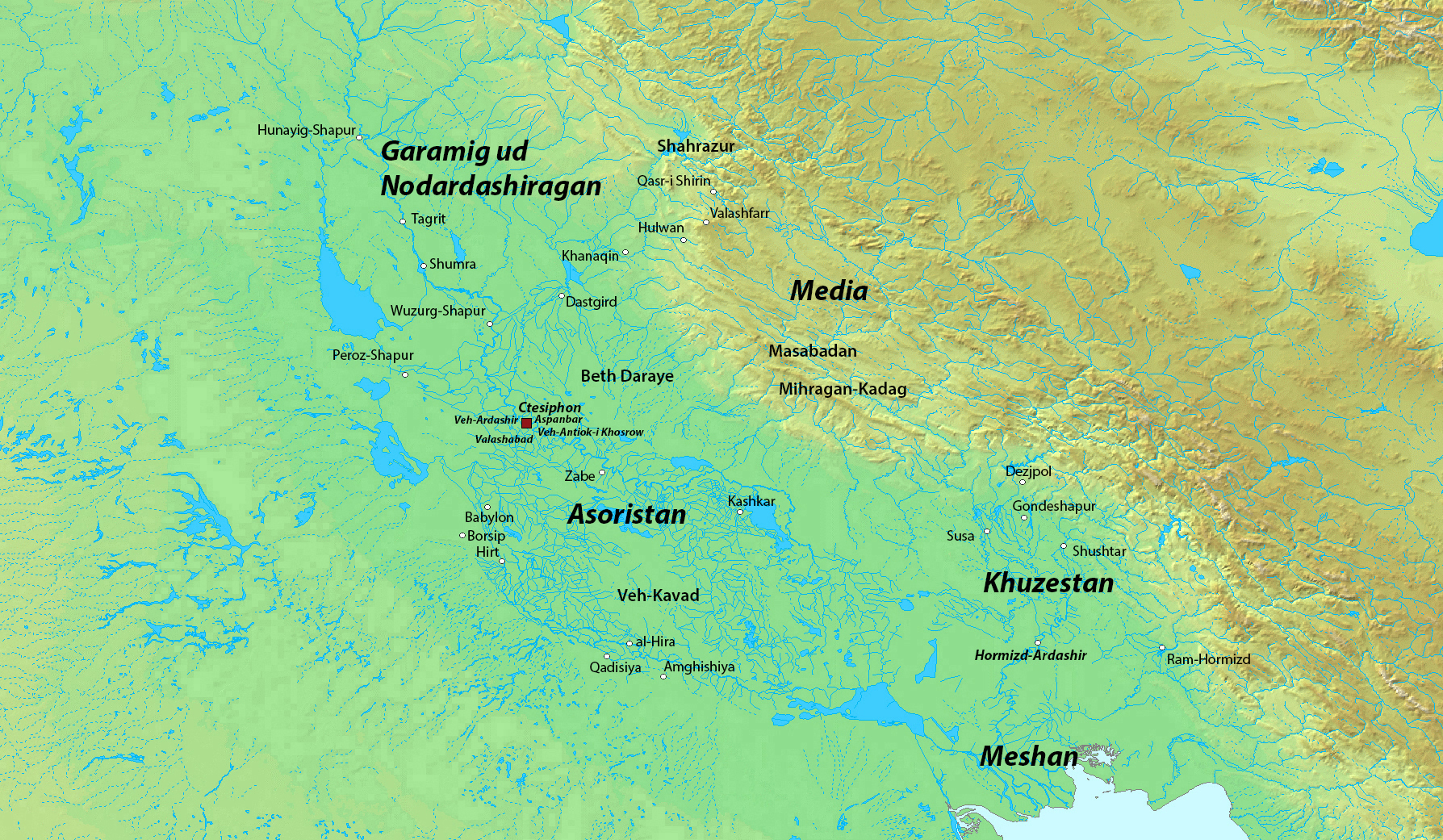
Mesopotâmia sassânida e arredores

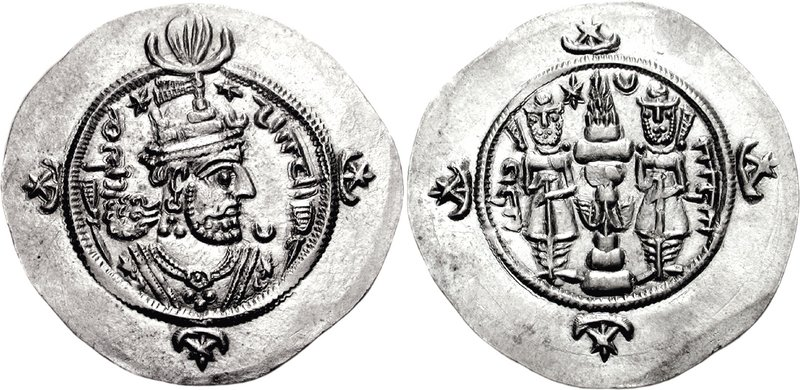
Dracma de r.

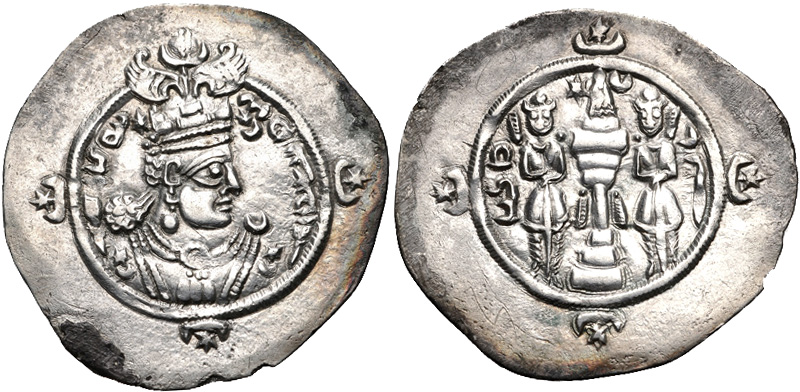
Dracma de r.

Perozes é mencionado pela primeira vez em 628, como um dos conspiradores contra Cosroes II (r. 590–628). Durante este período, Perozes assumiu a liderança da facção parsigue, enquanto o Ispabudã Farruque Hormisda, assumiu a liderança da facção pálave (parta). Após a derrubada de Cosroes, o filho deste último, Cavades II, tornou-se o novo xá do Império Sassânida. Perozes foi então eleito como seu grão-framadar (vizir ou primeiro-ministro); supostamente, sob as ordens de Cavades, executou todos os irmãos e meio-irmãos do monarca. Cavades então fez as pazes com o Império Bizantino, com quem o Império Sassânida estava em guerra desde 602, e restaurou todos os seus territórios perdidos. No entanto, logo após esses eventos, parsigues e pálaves entraram em conflito, o dividiu os recursos do país. Na sequência, uma praga devastadora se espalhou pelo oeste do Irã, matando metade da população junto com Cavades, que foi sucedido por seu filho de oito anos Artaxer III. Perozes foi designado como comandante da guarda real (azarapates) e foi sucedido como grão-framadar por Ma-Adur Gusnaspe.
Um ano depois, Sarbaro, com uma força de seis mil homens, marchou em direção a Ctesifonte e sitiou a cidade. Sarbaro, no entanto, não conseguiu capturar a cidade e, em seguida, fez uma aliança com Perozes. Também fez uma aliança com Nandar Gusnaspe, o aspabedes de Ninruz. Sarbaro, com a ajuda dessas duas figuras poderosas, capturou Ctesifonte e executou Artaxer III, junto com seu ministro Ma-Adur Gusnaspe, incluindo outros nobres sassânidas como Ardabil. Quarenta dias depois, Sarbaro foi assassinado por Farruque Hormisda, que então fez Borana, filha de Cosroes II, ascender ao trono. Borana, no entanto, foi deposto por Sapor-i Sarbaro, filho da irmã de Cosroes II com Sarbaro. Ele foi logo deposto por Perozes e sua facção, que não reconheceu seu governo. Ele coroou Azarmiducte, a irmã de Borana, como xá. A fim de fazer uma união com a facção parsigue e tomar o poder, Farruque Hormisda pediu Azarmiducte em casamento. Não ousando recusar, Azarmiducte o matou com a ajuda do mirrânida Siauascis, que era neto de Barã Chobim, o famoso aspabedes e brevemente xá.
Ela foi, no entanto, logo morta pelo filho deste último, Rustã Farruquezade, que então restaurou Borana ao trono. A rainha nomeou Rustã como líder e comandante militar, com Perozes auxiliando no governo. Os parsigues concordaram em trabalhar com os pálaves por causa da situação do Irã, e também porque seus colaboradores mirrânidas foram temporariamente derrotados por Rustã. A cooperação teria vida curta, devido às condições desiguais entre as duas facções, com a facção de Rustã tendo porção muito mais significativa de poder sob a aprovação de Borana. No ano seguinte, eclodiu uma revolta em Ctesifonte. Enquanto o exército imperial estava ocupado com outros assuntos, os parsigues, insatisfeitos com a regência de Rustã, pediram a derrubada de Borana e o retorno da figura proeminente de Bamã Jaduia, que havia sido demitido por ela. Borana foi morta pouco depois, provavelmente estrangulada por Perozes Cosroes. As hostilidades foram assim retomadas entre as duas facções. Não muito tempo depois, Rustã e Perozes Cosroes foram ameaçados por seus homens, que ficaram alarmados com o declínio do país. Eles concordaram em trabalhar juntos mais uma vez, instalando o sobrinho de Borana, Isdigerdes III (r. 632–651), e colocando assim fim à guerra civil.

### Revolta árabe
Um ano depois, os árabes muçulmanos começaram a conquistar a Pérsia. Bamã Jadui, membro da facção parsigue, junto com Andarzagar, entraram em confronto com os árabes na Batalha de Ualaja; foram, no entanto, derrotados. Em 634, após várias derrotas sassânidas, Bamã conseguiu derrotar os árabes na Batalha da Ponte. Dois anos depois, os árabes fizeram um contra-ataque tomando Cadésia, onde Perozes comandaria a retaguarda do exército sassânida. Os sassânidas foram derrotados e muitas figuras iranianas notáveis, incluindo Rustã e Bamã, foram mortas. Os árabes então sitiaram Ctesifonte. Perozes conseguiu sobreviver e junto com Naquiragã, Mirranes Razi e Hormuzã, reagruparam-se em Bavel (Babilônia), onde tentaram repelir o exército árabe, mas foram novamente derrotados. Ctesifonte foi logo capturada e Perozes fugiu para Jalula, onde começou a formar outro exército. Mais tarde, entrou em confronto com os árabes na Batalha de Jalula em 637, onde foi novamente derrotado, enquanto Mirranes Razi foi morto. Perozes então fugiu à Média, onde se reagrupou com os nobres sassânidas, e lutou contra os árabes na Batalha de Niavende em 642, onde foi finalmente morto.